# 蔵王坊平アスリートヴィレッジ

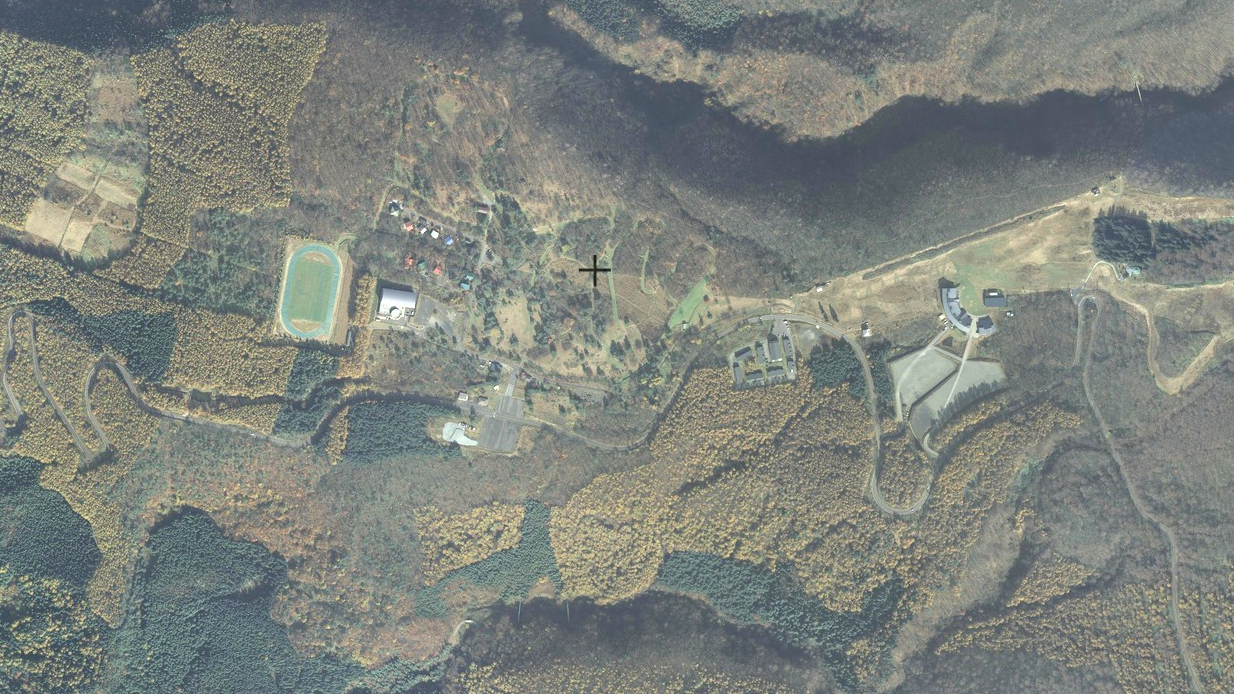
蔵王坊平アスリートヴィレッジ

蔵王坊平アスリートヴィレッジ（ざおうぼうだいらアスリートヴィレッジ）は、山形県上山市坊平高原にある、高地トレーニングを目的としたナショナルトレーニングセンターである。山形県及び上山市が整備し、2008年に日本オリンピック委員会から、ナショナルトレーニングセンターとしての指定を受けた。

## 概要
坊平高原は、標高1,000mの蔵王連峰の中にあり、上山市と蔵王町を結ぶ山岳道路、宮城県道・山形県道12号白石上山線（通称：蔵王エコーライン）沿いにある。蔵王連峰の登山口として知られ、蔵王エコーラインの開通に合わせて、その拠点としてキャンプ場、ペンション村が整備され、夏季の自然体験学習、冬季のスキー合宿、一年を通した勉強合宿の場所として、山形県・宮城県民に親しまれている。
坊平地区が、高地にあり、気象、地質の面でもトレーニングの適地とされた。1956年（昭和31年）の蔵王縦走マラソン大会の際に村社講平がクロスカントリーに最適な土地として蔵王高原坊平を絶賛。1990年（平成2年）に、地元自治体により研究会が発足され、数年にわたる調査･研究を経て、1994年（平成6年）に「蔵王坊平アスリートヴィレッジ構想推進協議会」が設立された。以降、着々と施設整備を進めている。
現在は、夏季を中心に様々なスポーツクラブ、企業や大学の陸上競技部が合宿を行っているほか、昆虫採集･トレッキング･星空観察など自然体験学習の拠点として、地元にも施設が開放されている。また、毎年8月には「蔵王坊平クロスカントリー大会」が開催されている。

## 施設

### 坊平地区
ZAOたいらぐら
- 陸上競技場（400mグリーントラック。全天候型陸上トラックとしては日本で最も高地にある）
- 1,000mトラック
- 多目的グラウンド(サッカー・ラグビーなどに使用)×3面
- クロスカントリーコース(JOC認定の、東日本唯一のクロスカントリー専用コース。3km。最高標高1,048m。冬季はクロスカントリースキーにも使われる)
- テニスコート：計画中
- クラブハウス
- 総合交流促進施設(体育館、トレーニングセンター、売店など)
- 温泉保養施設（屋内プール）
- スポーツ医科学研究センター：計画中
- 宿泊施設(ライザ、ペンション村)
- 指定管理者：蔵王ライザワールド株式会社

### 猿倉地区
蔵王猿倉イベントパーク
- イベント広場
- 運動広場×2面

猿倉地区の施設は、サッカー・ラグビー・投擲競技などで使われる。
蔵王猿倉の項も参照のこと
- 指定管理者：特定非営利法人蔵王鉱山の歴史を語り継ぐ会

## 交通
自動車
- 東北中央自動車道「山形上山IC」から車で約25分（約17km・国道13号上り車線～上山市蔵王の森～蔵王エコーライン)
- 東北中央自動車道「かみのやま温泉IC」から車で約30分（約20km・国道13号下り車線～上山市蔵王の森～蔵王エコーライン）
- JR「かみのやま温泉駅」から車やタクシーで約25分（約17km）

バス
- 無料シャトルバス「グリーンエコー号・ホワイトエコー号」（上山市街各所～蔵王坊平～刈田岳）

　 ※ 坊平地区は「ペンション村入口・たいらぐら」下車。猿倉地区は「蔵王猿倉」下車。
- 山交バス（山形駅～蔵王温泉・刈田山頂線）※夏季のみ

## 沿革
- 1956年（昭和32年）8月11日 - 蔵王縦走マラソンを開催。蔵王坊平のセントラルロッジを出発点とし、熊野岳等を経由し蔵王温泉若松屋旅館をゴールとした。全長15.05km。その頃より、村社講平がクロスカントリーに最適な土地として蔵王坊平を絶賛、「天然の芝生とクロスカントリーコースは霧ヶ峰に劣らぬ弾力に富んでいる」と評した。
- 1956年（昭和32年）9月29日 - 第1回蔵王坊平クロスカントリー大会が開催。1周1,000mのコース。
- 1957年（昭和33年）6月1日 - 第1回東北クロスカントリー大会が開催。
- 1957年（昭和33年）8月3日 - 第1回蔵王横断マラソン大会が開催（遠刈田温泉～刈田岳～蔵王坊平～上山市役所前※当時は元城内地区に立地）。高松宮宣仁親王が来賓。
- 1962年（昭和38年）7月28日 - 蔵王横断マラソンを蔵王エコーラインロードレースに改称し開催
- 1975年（昭和50年）8月10日 - 1周3kmのクロスカントリーコースが完成。昭和33年以降はクロスカントリー大会を開催していなかったが、この年に第1回蔵王坊平クロスカントリー大会としてクロカン大会を再開した。村社講平氏をゲスト。
- 1984年（昭和59年）8月5日 - 坊平園地内に村社講平氏の碑が建立。「オリンピックの覇者に天才なし」の文字が陰刻。
- 1990年（平成2年） - 蔵王坊平アスリートヴィレッジの構想研究会を設置
- 1990年（平成2年）8月5日 - 蔵王グリーングラウンドがオープン
- 1992年（平成4年） - アスリートヴィレッジ構想大綱が完成
- 1993年（平成5年）8月22日 - 第1回蔵王坊平高原学生クロスカントリー大会が開催
- 1994年（平成6年） - 蔵王坊平アスリートヴィレッジ構想推進協議会が発足
- 1997年（平成9年） - クロスカントリーコースを新整備。8月31日にアジアジュニア国際クロスカントリー蔵王坊平大会を開催。日本を含め、28の国と地域から参加。
- 2002年（平成14年）6月8日 - 「ZAOたいらぐら」がオープン
- 2008年（平成20年）5月28日 - ナショナルトレーニングセンター高地トレーニング強化拠点施設に指定される
- 2014年（平成26年）2月 - 第69回国民体育大会冬季大会にて、クロスカントリースキー種目を開催。
- 2020年（令和2年）7月3日 - リカバリー温泉施設「高源ゆ」がオープン。サウナ、プール、多目的ルーム、スタジオ等も設置。
- 2024年（令和6年）2月 - 第78回国民スポーツ大会冬季大会にて、クロスカントリースキー種目を開催。